# 平等通昭
平等 通昭（びょうどう つうしょう、1903年2月25日 - 1993年9月20日）は、浄土真宗の僧、仏教研究者。
神奈川県横浜市出身。別名・都筑照雄、平等通照。浄土真宗本願寺派善教寺の継嗣。本名・通照（みちてる）、得度して通昭だが、双方を用いた。
早稲田高等学院を経て、1926年東京帝国大学文学部梵文学科卒。自寺に印度学研究所を設け著述刊行した。1929年善教寺住職となり、1962年新羽幼稚園を設立、園長となる。なお、1947年と1951年の横浜市議会議員選挙(港北区選挙区)に日本社会党公認で立候補し落選している。

## 著書
- 『仏所行讃』東方書院 日本宗教講座 1934
- 『馬鳴 仏陀の生涯 仏所行讃』冨山房百科文庫 1939 訳著
- 『人生の幸福』日本仏教協会 1951
- 『印度仏教文学の研究 第1 梵文仏所行讃の研究』印度学研究所 1969
- 『古き印度の旅 印度仏蹟紀行』印度学研究所 1969
- 『印度文学 歴史・解説・女性・訳詩』印度学研究所 1970
- 『美しき印度の旅 印度仏蹟紀行』印度学研究所 1971
- 『タゴールの学園 我等のサンチニケタン』印度学研究所 1972
- 『印度仏教文学の研究 第2 大事譬喩譚の研究 第1巻』印度学研究所 1973
- 『国語に入った梵語辞典』印度学研究所 1978 編著
- 『南北のシルクロードの旅 中国僧求法の道を辿って』印度学研究所 1979
- 『印度仏教文学の研究 第3 梵文大事譬喩譚に於ける本生話の研究』印度学研究所 1983
- 『ヂャータカ物語本生話』全2巻 山喜房仏書林 1983-85
- 『鐘は鳴っている ある門徒寺の住職の記録』印度学研究所 1989

### 共著編
- 『梵文仏伝文学の研究』木村泰賢共著 岩波書店 1930
- 『印度文学読本』編 印度学研究会 1937

### 翻訳
- 『國譯一切経 印度撰述部 本縁部 4』常盤大定,寺崎修一共譯 大東出版社
- 『國譯一切経 印度撰述部 本縁部 5』赤沼智善,西尾京雄,岡教邃共譯 大東出版社
- 『國譯一切経 印度撰述部 經集部 1』林岱雲共譯 大東出版社 各・1928-
- 馬鳴『仏陀の生涯 梵詩邦訳』印度学研究所 1929
  - 『仏陀の生涯 梵詩邦訳』訳著 印度学研究所 1957 印度仏典和訳叢書 1
  - 『梵詩邦訳 仏陀の生涯』前・後篇 印度学研究所 1968-69、新版1979
- 『仏陀の死 巴利語経典和訳』訳著 印度学研究所 1962、新版1979 印度仏典和訳叢書 2
- 『梵文仏説阿弥陀経 極楽荘厳経小経』訳註 印度学研究所 1983
- 『梵文和訳仏説無量寿経』訳著 印度学研究所 1985